# Symploce jariverensis
Symploce jariverensis es una especie de cucaracha del género Symploce, familia Ectobiidae. Fue descripta por primera vez por Roth en 1986.

## Distribución
Esta especie se encuentra en Camerún.